# Mobotix
Mobotix (Eigenschreibweise: MOBOTIX) ist ein Hersteller von digitalen und netzwerkbasierten Videoüberwachungsanlagen. Der Firmensitz befindet sich in Langmeil nahe Kaiserslautern.
Das Unternehmen vertreibt seine Produkte in über 70 Ländern, verfügt über rund 340 Mitarbeiter und erzielte im Geschäftsjahr 2022 einen Umsatz von 56 Millionen Euro.

## Geschichte
Mobotix wurde im Juni 1999 durch Ralf Hinkel, Sabine Hinkel und Klaus Borchers als Aktiengesellschaft gegründet und ging am 10. Oktober 2007 an die Börse. Die Aktie war bis Dezember 2013 im Prime Standard notiert.
Ende 2009 verlegte das Unternehmen seinen Firmenstandort in den neu gebauten Firmensitz in Langmeil, einem Ortsteil von Winnweiler. Der Produktionsstandort verblieb bis Juli 2011 in Kaiserslautern und ist seitdem auch in Langmeil angesiedelt.
2013 verzeichnete Mobotix einen starken Gewinneinbruch und veröffentlichte eine Gewinnwarnung.
Im März 2016 übernahm die japanische Konica Minolta einen Großteil der Anteile (ca. 65 %). Der Kaufpreis soll etwa 110 Millionen Euro betragen haben.
Im Oktober 2023 ist Mobotix eine Kooperation mit Kepler Vision Technologies, einem Spezialisten für Computer Vision und maschinelles Lernen, eingegangen, um neue Technologien im Gesundheitswesen zu entwickeln.
Ende April 2025 übernahm Certina Holding mit Sitz in München die Mehrheitsanteile an Mobotix.

## Produkte
Mobotix vertreibt verschiedene Videoüberwachungs- und Eingangssicherungssysteme. Dabei verlagert es Funktionen (z. B. die Speicherung von Einzelbildern oder Videos), die bei klassischen Videoüberwachungsanlagen zentral vorhanden sind, in die Kameras (Edge-Technologie). Das 2005 eingeführte Video Management System (VMS) wird u. a. in Gefängnissen, Flughäfen und Fußballstadien genutzt. Seit 2011 wird mit der IP-Video-Türstation ein Produkt für die Zutrittskontrolle mit Video-Türsprechstellen angeboten. Die Nachfrage nach diesem Produkt blieb (nach dem Mobotix Geschäftsbericht 2011/2012) hinter den Erwartungen zurück.
Mobotix bietet Kameras mit einem Fischaugenobjektiv an. Solche Kameras ermöglichen eine nahezu lückenlose Raumüberwachung. 2015 führte das Unternehmen eine Technologie für alle Kameramodelle ein, die gute Aufnahmen bei schlechten Lichtverhältnissen sicherstellen soll.
In Deutschland hergestellte Kameras sind ausschließlich Netzwerkkameras.

## Marktposition
Das Unternehmen hält weltweit Platz fünf an Marktanteilen im Segment Videoüberwachung. In der Region EMEA („Europe, Middle East, Africa“) verzeichnet das Unternehmen einen Marktanteil von 16,3 Prozent und belegt damit den zweiten Platz.
Im Segment der Megapixel-Überwachungskameras galt Mobotix Anfang 2013 als Weltmarktführer.

## Unternehmensleitung
Zum Zeitpunkt des Börsengangs wurde das Unternehmen vom Gründer Ralf Hinkel geleitet.
Im Zuge der Übernahme der Aktienmehrheit durch Konica Minolta, Inc. wurden Yuji Ichimura und Kunihiro Koshizuka als neue Mitglieder des Aufsichtsrats bestellt. Im Juni 2016 schied Ralf Hinkel aus dem Aufsichtsrat aus. Olaf Jonas wird mit Wirkung zum 1. Oktober 2023 durch Olaf Lorenz als Mitglied des Aufsichtsrats ersetzt. Der Aufsichtsrat von MOBOTIX setzt sich ab Oktober 2023 aus Toshiya Eguchi (Aufsichtsratsvorsitzender), Olaf Lorenz und Tsuyoshi Yamazato zusammen.
Der Vorstand besteht aus dem Vorstandsvorsitzenden Thomas Lausten (CEO) sowie den weiteren Mitgliedern Christian Cabirol (CTO), Klaus Kiener (CFO) und Phillip Antoniou (CSMO). Christian Cabirol, seit 2016 im Unternehmen tätig, übernahm am 1. April 2023 für Hartmut Sprave, der das Unternehmen nach fünfjähriger Zusammenarbeit verließ. Zum 1. Mai 2023 wurde Philipp Antoniou als Chief Sales and Marketing Officer in den Vorstand berufen.

## Auszeichnungen
- GIT Sicherheit Award 2024 in der Kategorie Brandschutz.[30]